# Varašský rajón
Varašský rajón (ukrajinsky Вараський район) je rajón v Rovenské oblasti na Ukrajině. Hlavním městem je Varaš a rajón má přibližně 139 tisíc obyvatel. 